# Cultura da Papua-Nova Guiné
Nas altas terras de Papua as montanhas fazem barreiras naturais entre grupos diferentes ajudando-os a preservar sua singulares variedades de cultura e línguas. Com 850 idiomas falados em todo o país, Papua-Nova Guiné é a nação em que se falam mais línguas. É também nesta meia-ilha que se concentra parte da lista de idiomas ameaçados de extinção, que pode reduzir as atuais seis mil linguagens humanas a apenas seiscentas.

## Feriados nacionais
| Data | independencia\| Nome em português | Nome local | Observações |
| ---- | --------------------------------- | ---------- | ----------- |
|      |                                   |            |             |